# Jahresdauerlinie

Beispielhafte Jahresdauerlinie

Die Jahresdauerlinie ist ein in der Energiewirtschaft gebräuchliches Diagramm, das den Leistungsbedarf eines Versorgungsobjekts auf Basis der jeweiligen Nutzungszeit darstellt. Aus der Jahresdauerlinie wird also ersichtlich, wie viele Stunden im Jahr eine bestimmte Leistung nachgefragt wird. Praktische Bedeutung hat dies bei der Kapazitätsplanung und bei der Wirtschaftlichkeitsbewertung: Nur wenige Stunden im Jahr auftretende Bedarfsspitzen werden in der Regel anders abgedeckt als ein nahezu ständig vorhandener Dauerbedarf.
Alternativ kann die Jahresdauerlinie auch verwendet werden, um die Auslastung eines Strom- oder Wärmeerzeugers darzustellen.
In der gebräuchlichsten Form eines Jahresdauerlinien-Diagramms wird die Stundenzahl – maximal 8760 Jahresstunden – auf der Abszisse dargestellt und die Leistung auf der Ordinate. In dieser Darstellungsform wäre eine waagrecht liegende Jahresdauerlinie der günstigste Fall, weil dies einen jederzeit gleich hohen Bedarf bedeutet. Je steiler die Linie von der Waagrechten abweicht, desto häufiger bleibt eine auf den Maximalbedarf hin dimensionierte Anlage unausgelastet.